# Boolading
Boolading is een plaats in de regio Wheatbelt in West-Australië. Het ligt langs de rivier de Collie, 212 kilometer ten zuidzuidoosten van Perth, 109 kilometer ten oosten van Bunbury en 11 kilometer ten westen van Darkan.

## Geschiedenis
Ten tijde van de Europese kolonisatie leefden de Wiilman Nyungah Aborigines in de streek.
William (Jr) Gibbs en Sarah-Ann Fisher waren in 1874 de eerste Europeanen die zich nabij de waterbron, die Boolading werd genoemd, vestigden. In 1899 vervingen ze hun houten hut door een stenen huisje met twee kamers. Boolading werd een plaats waar jagers hun dierenhuiden achterlieten voor handelaars. Gibbs was actief als gids voor de kolonisten die zich in de streek vestigden nadat de streek in 1894 voor de landbouw werd geopend. Hij verkende ook het traject voor de spoorweg tussen Collie en Narrogin.
In 1907 zocht de Western Australian Government Railways naar een naam voor een nevenspoor langs de spoorweg tussen Collie en Darkan. Districtslandmeter H. Farrell stelde de naam Boolading voor. In 1909 werd er officieel een dorp gesticht. Boolading werd tot 1955 Bulading gespeld. Het woord is Aborigines maar de betekenis is niet bekend. In sommige dialecten in het zuidwesten betekent 'Boo-la' iets als "veel" of "overvloed".
Van 1925 tot ze werd geautomatiseerd in 1952 was er in Boolading een handmatige telefooncentrale in bedrijf.

## 21e eeuw
Boolading maakt deel uit van het landbouwdistrict Shire of West Arthur.

## Bezienswaardigheden
- Boolading Nature Reserve[5]

## Transport
Boolading ligt langs State Route 107, ongeveer 40 kilometer van de Albany Highway.